# راسيل باين
راسيل باين (بالإنجليزية: Russell Payne)‏ (13 يوليو 1975 بكولومبيا في الولايات المتحدة - ) هو مدرب كرة قدم ولاعب كرة قدم أمريكي في مركز حراسة المرمى. لعب مع دي.سي. يونايتد وديري سيتي وكولورادو رابيدز ولوس أنجلوس غلاكسي ونادي شامروك روفرز ونيو إنجلاند ريفولوشن ونيويورك ريد بولز وNew Orleans Storm ‏ وCape Cod Crusaders ‏ وBoston Bulldogs (soccer) ‏ وMaryland Mania ‏ ونادي إلفرسبيرغ.

## وصلات خارجية
- راسيل باين على موقع الدوري الأمريكي (الإنجليزية)
- راسيل باين على موقع قاعدة بيانات كرة القدم.إي يو (الإنجليزية)